# 塔木素布拉格苏木
塔木素布拉格苏木是中华人民共和国内蒙古自治区阿拉善盟阿拉善右旗下辖的一个苏木。
2012年1月20日，内蒙古自治区人民政府批复同意从阿拉腾敖包镇划出部分区域，设置塔木素布拉格苏木，辖胡树其、恩格日乌苏、布勒呼木勒德、格日勒图、阿拉腾图雅、乌仁图雅、布日德7个嘎查，苏木人民政府驻胡树其。

## 行政区划
塔木素布拉格苏木下辖以下村级行政区划单位：
格日勒图嘎查、乌仁图雅嘎查、阿拉腾图雅嘎查、布勒呼木德勒嘎查、胡树其嘎查、布日德嘎查和恩格日乌苏嘎查。